# Hermadion kerguelensis
Hermadion kerguelensis är en ringmaskart som beskrevs av McIntosh 1885. Hermadion kerguelensis ingår i släktet Hermadion och familjen Polynoidae. Inga underarter finns listade i Catalogue of Life.